# Bruson
Pour les articles homonymes, voir Renato Bruson et Simone Bruson.
Bruson est une localité de la commune de Val de Bagnes, dans le canton du Valais.

## Géographie
Le village de Bruson est situé à 1 061 mètres d'altitude, sur un riche plateau du versant gauche du Val de Bagnes, à 2 km au sud-sud-est du Châble et à 11,5 km au sud-est de Martigny.
Il est dominé par la forêt de Peiloz, où une mine de plomb argentifère est exploitée aux XVIe et XVIIe siècles, avant d'être abandonnée en 1723.

## Population et société

### Surnom
Les habitants de la localité sont surnommés les Peis-Fazos, soit les fayots en patois valaisan.

### Évènements
En 2019, le siège du Palp festival s'est implanté à Bruson dans le cadre du projet « Palp village »,.

## Domaine skiable
Depuis Le Châble (821 m), au niveau d'un très vaste parking, une télécabine 8-places a été construite en 2013 en direction du domaine de Bruson, alors qu'une autre de 4 places reliait déjà Verbier. Elle rejoint le hameau des Mayens-de-Bruson, où aucune place de parking n'est disponible pour les skieurs à la journée. Cela fait que désormais, Verbier et Bruson sont reliées, certes pas skis aux pieds, mais sans devoir prendre la route. La télécabine remplace le vieux télésiège de la Côt qui partait directement depuis les hauteurs du village de Bruson à 1 020 m.
Le domaine est situé presque entièrement au-delà de la forêt clairsemée, et propose par conséquent de nombreuses possibilités de ski hors piste. Depuis l'arrivée de la télécabine, un itinéraire à ski relativement étroit et situé entièrement en forêt permet de rejoindre le village de Bruson, mais aussi le bas de la vallée. Dans ce cas, les dernières centaines de mètres ne sont pas praticables à ski et imposent une marche pour rejoindre le départ de la télécabine.
L'essentiel du domaine skiable est desservi par le lent télésiège 3-places La Pasay, qui culmine à 2 167 m. Des pistes noires rejoignent le pied de la remontée mécanique. De ce sommet, il est possible de rejoindre sur un autre versant le téléski sommital du Grand-Tsai. Celui-ci dessert des pistes relativement peu fréquentées et faciles, avec un faible dénivelé de 190 m, directement en contrefort du mont Six Blanc (2 445 m).
Une vue directe sur la grande station voisine de Verbier est permise depuis la majorité du domaine skiable.
Une piste de luge de 10 km complète l'offre touristique.